# エイドリアン・ホン
エイドリアン・ホン・チャン（英語: Adrian Hong Chang、1983年もしくは1984年 - ）は、アメリカ合衆国の実業家、政治活動家、人権活動家。
メキシコ系アメリカ人。自由朝鮮において、組織指導のような立場にいるとされる。

## 経歴
バハ・カリフォルニア州ティファナで宣教師でありテコンドー講師の父のもとに生まれ、7歳のときにカリフォルニア州チュラビスタに移住した。イェール大学卒。
リバティ・イン・ノース・コリアでは、共同創設者兼業務執行取締役を務め、2009年ごろまで同団体で活動したとされ、同年、TEDフェローに選ばれた。また、イェール大学アーノルド・ウォルファーズ・フェローに選ばれた。2011年にはリビアを訪問したほか、ヴィジャイ・グプタとともにストリート・シンフォニーを設立した。また、ペガサス・ストラテジーズ合同会社代表などを務めた。。

## 賞勲
- 国立芸術基金 助成金 共同受賞[9]